# Eberhard Zorn
Eberhard Zorn, né le 19 février 1960 à Sarrebruck, est un militaire allemand.
Il est le chef d'État-Major (Generalinspekteur) de la Bundeswehr entre 2018 et 2023.

## Décorations
- Croix d'honneur de la Bundeswehr en or
- Croix d'honneur de la Bundeswehr en argent
- Croix d'honneur de la Bundeswehr en bronze
- Médaille de déploiement, agrafe IFOR
- Médaille de déploiement, agrafe SFOR
- Médaille  allemande des sports
- Insigne allemand de natation de sauvetage
- Médaille des Nations unies pour la FORPRONU
- Médaille de l'OTAN pour l'Ex-Yougoslavie
- Officier de la Légion d'honneur (France)
- Médaille de la Défense nationale, échelon or avec agrafe "Corps Européen" (France)
- Médaille de la Défense nationale, échelon or avec agrafe "Artillerie" (France)
- Commandeur de l'Ordre de Mérite du grand-duché de Luxembourg (Luxembourg)
- Commandeur de l'Ordre d'Orange-Nassau (Pays-Bas)
- Croix des Quatre jours de Nimègue (Pays-Bas)